# Mandiana (prefectuur)
Mandiana is een prefectuur in de regio Kankan van Guinee. De hoofdstad is Mandiana. De prefectuur heeft een oppervlakte van 11.700 km² en heeft 335.999 inwoners.
De prefectuur ligt in het oosten van het land en grenst aan de landen Mali en Ivoorkust.

## Subprefecturen
De prefectuur is administratief verdeeld in 12 sub-prefecturen:

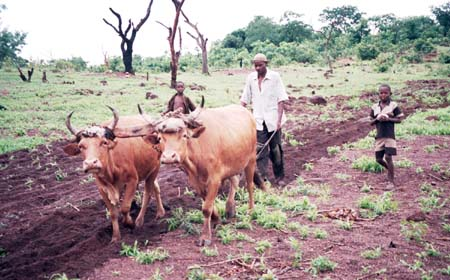
Traditionale landbouw in Mandiana

1. Mandiana-Centre
2. Balandougouba
3. Dialakoro
4. Faralako
5. Kantoumania
6. Kiniéran
7. Koundian
8. Koundianakoro
9. Morodou
10. Niantania
11. Saladou
12. Sansando